# Славонски Кобаш
Славонски Кобаш је насељено место у саставу општине Ориовац у Бродско-посавској жупанији, Република Хрватска.

## Историја
До територијалне реорганизације у Хрватској налазио се у саставу старе општине Славонски Брод.

## Други светски рат
Ноћу између 5. и 6. августа 1941. године десет наоружаних усташа упало је у кућу Николе Вукашиновића у селу Кобашу и затекли су њгову жену Мару на спавању. Одмах су је наредили да се обуче и повели је према обали Саве тукући је уз пут кундацима услед чега је она ускоро издахнула. Њен леш бацили су у Саву, а затим се вратили њеној кући и опљачкали покућство, пољопривредне справе, животне намирнице, одело, стоку и у готовм новцу 40.000 динара.

## Становништво
На попису становништва 2011. године, Славонски Кобаш је имао 1.230 становника.

## Попис1991.
На попису становништва 1991. године, насељено место Славонски Кобаш је имало 1.342 становника, следећег националног састава:
| Попис 1991.‍   | Попис 1991.‍  | Попис 1991.‍ | Попис 1991.‍ | Попис 1991.‍ |
| ------------- | ------------ | ----------- | ----------- | ----------- |
|               |              |             |             |             |
| Хрвати        | Хрвати       |             | 1.099       | 81,89%      |
| Срби          | Срби         |             | 139         | 10,35%      |
| Југословени   | Југословени  |             | 34          | 2,53%       |
| Словенци      | Словенци     |             | 2           | 0,14%       |
| Чеси          | Чеси         |             | 2           | 0,14%       |
| Пољаци        | Пољаци       |             | 1           | 0,07%       |
| остали        | остали       |             | 3           | 0,22%       |
| неопредељени  | неопредељени |             | 23          | 1,71%       |
| непознато     | непознато    |             | 39          | 2,90%       |
| укупно: 1.342 |              |             |             |             |